# Teresa Fernández Aceves
María Teresa Fernández Aceves (Guadalajara, 27 de abril de 1963) es una historiadora mexicana y profesora investigadora del Centro de Investigación y Estudios Superiores en Antropología Social (CIESAS), sede Occidente. Recibió el Premio Francisco Javier Clavijero, parte de los Premios INAH, a la mejor investigación en la categoría de Historia y Etnohistoria, por el libro Mujeres en el cambio social en el siglo XX mexicano.

## Trayectoria
Estudió Historia en la Universidad de Guadalajara, titulándose en mayo de 1987 con el trabajo Sindicalismo femenino en Jalisco, 1920-1940: las trabajadoras en la industria de nixtamal. La maestría y el doctorado los cursó en Historia en la Universidad de Chicago, con las tesis Women and Labor: The Case of Guadalajara and its Region, 1880-1990 (1995), y The Political Mobilization of Women in Revolutionary Guadalajara, 1910-1940 (2000), respectivamente.
De octubre de 2013 a septiembre de 2014 realizó una estancia postdoctoral en la Universidad de Utah. 
Sus líneas de investigación han girado en torno a la historia social del trabajo, la historia de mujeres y de género en México en el siglo XX. Forma parte del Sistema Nacional de Investigadores (México), nivel III, y de la Academia Mexicana de Ciencias. Es miembro de la American Historical Association, Latin American Studies Association, Conference on Latin American History, International Federation for Research in Women’s History, y la Red de Estudiosas de la historia de mujeres y de género en México (REDMUGEN).
Junto con Alma Dorantes González fue investigadora responsable de la Colección Familias y Revolución, en el Museo de las Culturas de Occidente de Ciudad Guzmán.
En 2016 participó en la cátedra Friedrich Katz con la exposición Los conflictos entre el anarcosindicalismo, el constitucionalismo y el villismo en el Jalisco de la Revolución.

## Obra
- Editora junto con Carmen Ramos Escandón y Susie Porter, Orden social e identidad de género. México siglos XIX y XX, Guadalajara, CIESAS-Universidad de Guadalajara, 2006.
- “Imagined Communities: Women’s History and the History of Gender in México”, Journal of Women’s History, vol. 19, no. 1 (2007), pp. 200-205.[10]
- “Rethinking Twentieth-Century Guadalajara”, Gender & History, vol. 20, no.1 (April 2008), pp. 161-169.
- Mujeres en el cambio social en el siglo XX mexicano, México: CIESAS-Siglo Veintiuno Editores, 2014.[11]
- Editora junto con Susie S. Porter, Género en la encrucijada de la historia social y cultural de México, México, CIESAS, El Colegio de Michoacán, 2015.

## Premios y reconocimientos
- 2015. Premio Francisco Javier Clavijero, de los Premios INAH, por el libro Mujeres en el cambio social en el siglo XX mexicano [12]
- 2013. Reconocimiento Irene Robledo García en la categoría docencia e investigación, por el Ayuntamiento de Guadalajara[13]
- 2012. Ingresa a la Academia Mexicana de Ciencia
- 2009. Premio Reseña Del Periodo Siglo XX, aparecida en 2007, otorgado por el Comité Mexicano de Ciencias Históricas[14]
- 2008. Investigador Nacional Nivel II, Sistema Nacional de Investigadores, Consejo Nacional de Ciencia y Tecnología
- 2008. 14Th Berkshire Conference On The History Of Women, Universidad de Minnesota, Minneapolis, Estados Unidos de América
- 1993-1995, para estudios de maestría, las becas Fulbright-García Robles/LASPAU y  de la Fundación Ford-Becas MacArthur[15]